# Bedford
Bedford é uma cidade do distrito de Bedford, no Condado de Bedfordshire, na Inglaterra. Sua população é de 91.319 habitantes (2015) (166.252, distrito). Bedford foi registrada no Domesday Book de 1086 como Bedeford.